# Distrito de Ihuarí

Provincia de Huaral en el Departamento de Lima

El distrito de Ihuarí  es uno de los doce que conforman la provincia de Huaral, ubicada en el Departamento de Lima, bajo la administración del Gobierno Regional de Lima, en el norte de la capital de Perú. Limita por el norte con el Distrito de Leoncio Prado; por el este con el Distrito de Lampián; por el sur con el Distrito de Sumbilca; y, por el oeste con la Provincia de Huaura y el Distrito de Huaral. 
Dentro de la división eclesiástica de la Iglesia Católica del Perú, pertenece a la Diócesis de Huacho

## Historia
Los primeros grupos humanos se establecieron en este territorio antes del 7000 a. C. ocupando cuevas y abrigos rocosos y dejando como huellas de su ocupación pinturas rupestres. Hacia el año 1000 se constituyó en la cuenca del río Huataya una formación sociopolítica conocida como cultura Iguari. Entre sus pueblos más importantes figuran Chuquimarca (Huachinga), Condorcoto (Ihuarí), Gildamarca (Otec), entre otros. Sus pueblos estaban conformados por viviendas edificadas a base de piedras, de hasta tres pisos a los cuales se accedía desde patios. Los iguarís fueron conquistados por los Incas quienes reocuparon los mismos sitios anteriores, además de construir un área administrativa en Chuquimarca, construyendo kallankas (van Dalen, 2011). Este territorio fue muy importante para los Incas por su ubicación estratégica y área de tránsito entre el valle de Chancay, el valle de Huaura y la región de Pasco. Tras la invasión española formó parte del corregimiento de Chancay.
Al producirse la Emancipación, al transformarse los partidos en provincias y las reducciones en distritos, se creó la Provincia de Chancay, e Ihuarí pasó a ser uno de sus distritos, por Reglamento Provisorio del 12 de febrero de 1821, dado por el Libertador José de San Martín, y confirmado por Ley del 2 de enero de 1857, dada por el presidente Ramón Castilla.   El 11 de mayo de 1976 mediante Ley Número 21488 de creación de la Provincia de Huaral, suscrita por el presidente Francisco Morales Bermúdez, pasó a formar parte de la provincia recién creada.

## Geografía
Ihuarí o Iguarí como originalmente se denominaba se ubica al noreste de la capital de la provincia y tiene una superficie de 44 247 ha. El territorio del distrito de Ihuarí se ubica en ambas márgenes del río Huataya, afluente principal del río Chancay por su margen norte. El distrito tiene variados pisos ecológicos desde la yunga en el fondo del valle hasta la puna en las secciones altas de Otec e Ihuarí.

## Capital
La Capital del Distrito es el poblado de Ihuarí. Se llega a Ihuarí a través de un desvío de la carretera Huaral Acos antajirca a la altura de Huataya (Vilca Baja), en dirección al noreste. Está a una altitud de 2826 metros sobre el nivel del mar.

## División administrativa

### Centros poblados
- Urbanos 
  - Pueblo de Ihuari, con 132 viviendas a 2826 m s. n. m.
  - Anexo de Ñaupay, con 108 viviendas a 2419 m s. n. m.
  - Anexo de Huachinga, con 125 viviendas a 2818 m s. n. m.

- Rurales
  - Otec, con 158 viviendas a 3239 m s. n. m.
  - Acotama, con 174 viviendas a 1420 m s. n. m.
  - Huaycho, con 51 viviendas a 2122 m s. n. m.
  - Yunguy, con 46 viviendas a 1514 mnsm.
  - Lamblan, con 40 viviendas a 2248 m s. n. m.
  - Yancao(que comprende: Yancao,Chipcho,Quipatama,Dos de Mayo y Añampay), con 90 viviendas a 3291 m s. n. m.

### Comunidades campesinas
- Huachinga: 7 904 ha
- Ihuari: 12 167 ha
- Ñaupay: 5 740 ha
- Otec
- Yancao
- Yunguy: 2 441 ha

## Servicios básicos
Cuenta con electricidad, tiene telefonía  móvil Claro y Movistar .
Solo existe una Institución Educativa Pública con los niveles de Inicial primaria y secundaria
Un centro médico del Ministerio con médico, odontóloga, enfermera, obstetriz y técnica de enfermería, chofer (ambulancia) tipo 1.

## Transporte
De Huaral se llega en colectivos, camionetas station wagon, en 3 horas sobre una carretera afirmada que luego se convierte en un camino rural muy accidentado que llega hasta el distrito de Sayan.
También existe transporte desde las 7 a. m. 1 p. m., 00 a. m. hasta las 5:00 a. m. en Huaral con un viaje accidentado de 1:30 horas y media

## Autoridades

### Municipales
- 2015 - 2018[2]
  - Alcalde:  Florencio Isaias Calderón Pariasca, del Movimiento Patria Joven (PJ).
  - Regidores: Elver Susaníbar Montes (PJ), Teodolfo Fuentes Carlos (PJ), Aguida Dora Moya Quillay (PJ), Juana Teodora Feliciano Gomero (PJ), Alfredo Nazario Rojas (Alianza para el Progreso).
- 2011 - 2014[3][4]
  - Alcalde: Florencio Isaías Calderón Pariasca, del Movimiento Patria Joven (PJ).
  - Regidores: Teodolfo Fuentes Carlos (PJ), Mariela Kathia Estela Moya (PJ), Elver Susanibar Montes (PJ), Eddy Carlos Medrano Celiz (PJ), Pelagio Juan Asencio Fernández (Partido Aprista Peruano)
- 2007 - 2010
  - Alcalde: Juan Francisco Carrasco Félix
- 2002 - 2006
  - Alcalde: Abel Paucar Soto
- 1999 - 2002
  - Alcalde: Abel Paucar Soto

### Policiales
- Comisaría de Huaral
  - Comisario: Cmdte. PNP. Oswaldo Freddy Echevarria López.

### Religiosas
- Diócesis de Huacho[5]
  - Obispo de Huacho: Mons. Antonio Santarsiero Rosa, OSI.
- Parroquia[6]
  - Párroco: Pbro. .

## Educación

### Instituciones educactivas
Simón Bolívar de Yunguy con enseñanza inicial y primaria.

## Festividades
- Julio: Fiesta de la Virgen del Carmen
- Agosto: Fiesta del Rodeo
- Setiembre : fiesta de la comunidad y de la virgen de natividad